# Javasjön

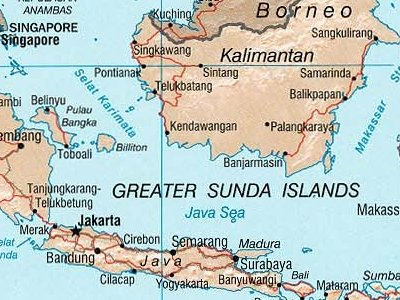
Engelskspråkig karta där Javasjön märkts ut (med texten "Java Sea").

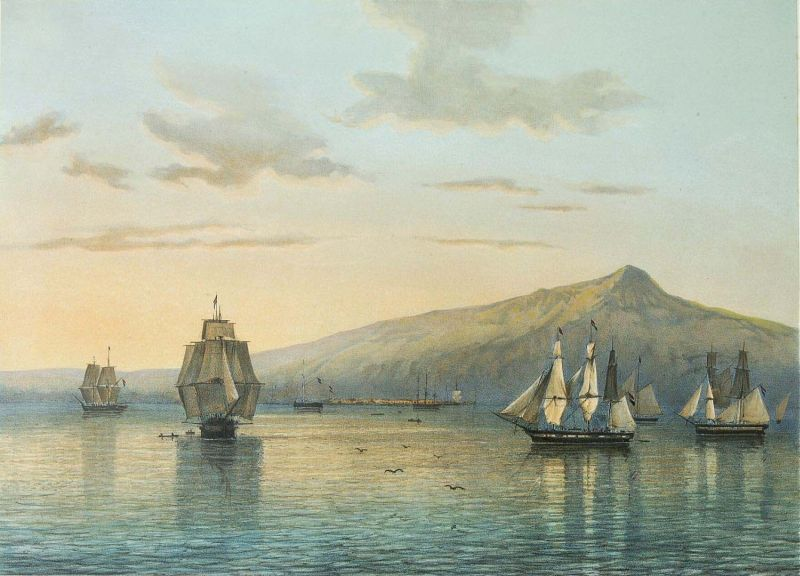
En litografi av Javasjön vid staden Anyer.

Javasjön är ett grunt hav i Indonesien, mellan Borneo i norr, Java i söder, Sumatra i väster och Sulawesi i öster. Karimatasundet mellan Sumatra och Borneo förbinder Javasjön med Sydkinesiska sjön i nordväst. Lomboksundet öster om Bali är en viktig förbindelse till Indiska oceanen i söder.